# Comuna Petreștii de Jos, Cluj
Petreștii de Jos (în maghiară Alsópeterd sau Magyarpeterd; denumirea veche rom. Petridul de Jos) este o comună în județul Cluj, Transilvania, România, formată din satele Crăești, Deleni, Livada, Petreștii de Jos (reședința), Petreștii de Mijloc, Petreștii de Sus și Plaiuri.

## Date geografice
Este situată în Depresiunea Petrești, la poalele Culmii Hășdate a munților Petridului din cadrul munților Trascăului, pe râul Hășdate. Se află la 40 km de Cluj-Napoca și 14 km de Turda. Comuna se compune din satele Petreștii de Jos, Petreștii de Mijloc, Petreștii de Sus, Crăești, Deleni, Livada și Plaiuri.
Pe teritoriul acestei localități se găsesc izvoare sărate.

## Demografie
Componența etnică a comunei Petreștii de Jos
     Români (88,86%)
     Alte etnii (1,8%)
     Necunoscută (9,35%)
Componența confesională a comunei Petreștii de Jos
     Ortodocși (80,95%)
     Penticostali (3,38%)
     Greco-catolici (2,52%)
     Martori ai lui Iehova (1,44%)
     Alte religii (2,08%)
     Necunoscută (9,63%)
Conform recensământului efectuat în 2021, populația comunei Petreștii de Jos se ridică la 1.391 de locuitori, în scădere față de recensământul anterior din 2011, când fuseseră înregistrați 1.512 locuitori. Majoritatea locuitorilor sunt români (88,86%), iar pentru 9,35% nu se cunoaște apartenența etnică. Din punct de vedere confesional, majoritatea locuitorilor sunt ortodocși (80,95%), cu minorități de penticostali (3,38%), greco-catolici (2,52%) și martori ai lui Iehova (1,44%), iar pentru 9,63% nu se cunoaște apartenența confesională.

## Politică și administrație
Comuna Petreștii de Jos este administrată de un primar și un consiliu local compus din 9 consilieri. Primarul, Teodora-Roxana Teutișan[*], de la Alianța pentru Unirea Românilor, este în funcție din 1 noiembrie 2024. Începând cu alegerile locale din 2024, consiliul local are următoarea componență pe partide politice:
|  | Partid                          | Consilieri | Componența Consiliului | Componența Consiliului | Componența Consiliului |
|  | ------------------------------- | ---------- | ---------------------- | ---------------------- | ---------------------- |
|  | Alianța pentru Unirea Românilor | 3          |                        |                        |                        |
|  | Partidul Național Liberal       | 3          |                        |                        |                        |
|  | Partidul Social Democrat        | 2          |                        |                        |                        |
|  | Partidul Verde                  | 1          |                        |                        |                        |

### Evoluție istorică

#### Structura etnică
De-a lungul timpului populația comunei a evoluat astfel:
Petreștii de Jos - evoluția demografică

|  | Graficele sunt indisponibile din cauza unor probleme tehnice. Mai multe informații se găsesc la Phabricator și la wiki-ul MediaWiki. |

Date: Recensăminte sau birourile de statistică - grafică realizată de Wikipedia

#### Structura confesională
Din punct de vedere confesional evoluția demografică a fost următoarea:

## Istoric

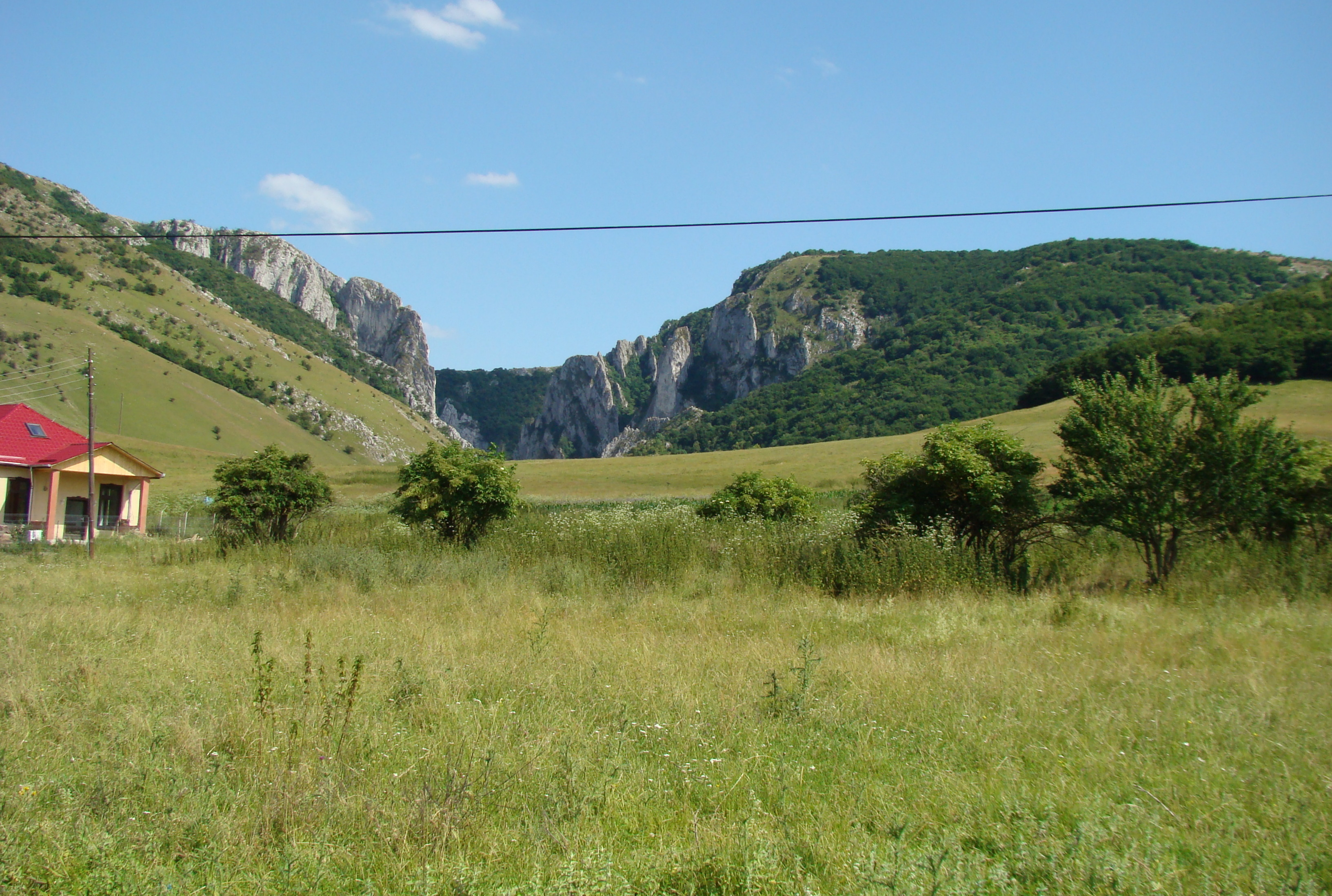
Cheile Turzii văzute dinspre satul Petreștii de Jos

Satul Petreștii de Jos a fost locuit din cele mai vechi timpuri, dovezi fiind fragmentele ceramice preistorice descoperite lângă "Izvorul lui Alexandru Macedon". De asemenea, o așezare din epoca bronzului a fost identificată la "Crucea Cheii", pe malul drept al văii Hășdate. Zona Petrești avea o însemnătate pentru romani, pentru că din preajma Cheilor Turzii se extrăgea piatra de calcar pentru drumuri și construcții. Una din cele mai interesante piese arheologice ce s-a păstrat în Muzeul de Istorie din Turda este lespedea funerară ornamentală a sclavului roman Scaunarius.
Prima atestare a Petreștiului de Jos apare la 6 octombrie 1278 în documentele capitului din Oradea, sub denumirea de terra Hasadat (în română, Pământul crăpăturii, cu referire la Cheile Turzii). Ulterior localitatea apare menționată
ca Terra Petrud Hassdata (1294), Peterdy (1310), Sacerdos de Peturd (1332), Pethard (1366), Poss. Peterd hungaricalis (1407), Magyar Petherd (1480).
Localitate depopulată în jurul anului 1600 (în urma unei invazii militare străine). Repopulată cu locuitori de etnie românească.
O însemnată colecție de obiecte romane aduse din castrul Potaissa (Turda) s-a aflat în fostul conac al familiei Ferenc și Anna Lugossy (sec. XVIII) din Petreștii de Jos.
Pe Harta Iosefină a Transilvaniei din 1769-1773 (Sectio 109) satul Petreștii de Jos apare sub numele de M.Peterd ("Magyar Peterd").

## Situri arheologice (monumente istorice)
Următoarele obiective au fost înscrise pe Lista monumentelor istorice din județul Cluj, elaborată de Ministerul Culturii din România în anul 2015:
- Tumulii[17] preistorici din jurul satului (cod LMI CJ-I-s-B-07135).
- Tumulii preistorici din punctul "Dealul Bisericii" (cod LMI CJ-I-s-A-07139).
- Situl arheologic din punctul “Crucea Cheii” (cod LMI CJ-I-s-A-07134).
- Situl arheologic din punctul “Valea Sărăcăzii” (cod LMI CJ-I-s-B-07137).
- Situl arheologic din punctul "Terasa de lângă școală și casa parohială" (cod LMI CJ-I-s-B-07138).
- Așezarea din epoca bronzului din punctul "La pădure" (cod LMI CJ-I-s-B-07142).
- Așezarea romană din punctul “Fântâna Sf. Vladislav” (secolele II-III) (cod LMI CJ-I-s-B-07136).
- Așezarea din sec. II-III în punctele "Cernei", "Cărămida" și "Pietrosul" (cod LMI CJ-I-s-B-07141).
- Așezarea fortificată din punctul "La biserică" (cod LMI CJ-I-s-A-07140).

## Lăcașuri de cult
- Vechea Mănăstire a Petridului.
- Noua Mănăstire a Petridului, cu hramul „Schimbarea la Față” (înființată în 1998-2000). Mănăstire de călugări ortodocși.
- Biserica Unitariană, din 1570.
- Biserica de lemn „Sf. Arhangheli Mihail și Gavril” (1842-1846) din satul Livada.

## Obiective turistice
- Cheile Turzii (rezervația naturală aparține administrativ comunei Petreștii de Jos).
- "Izvorul lui Alexandru Macedon", situat între satele Petreștii de Jos, Tureni, Săndulești și Copăceni, la cca 500 m nord-vest de carierele de calcar Săndulești, lângă drumul județean DJ107L (coordonate: 46°36'03"N 23°41'19"E).

## Personalități
- Gheorghe Barițiu și-a petrecut copilăria în Petreștii de Mijloc
- Iosif Balint (1836 - ?), preot greco-catolic, conducător al mișcării memorandiste în zonă
- Vasile Belu (1852-1943), dascăl, inspector școlar

## Galerie de imagini

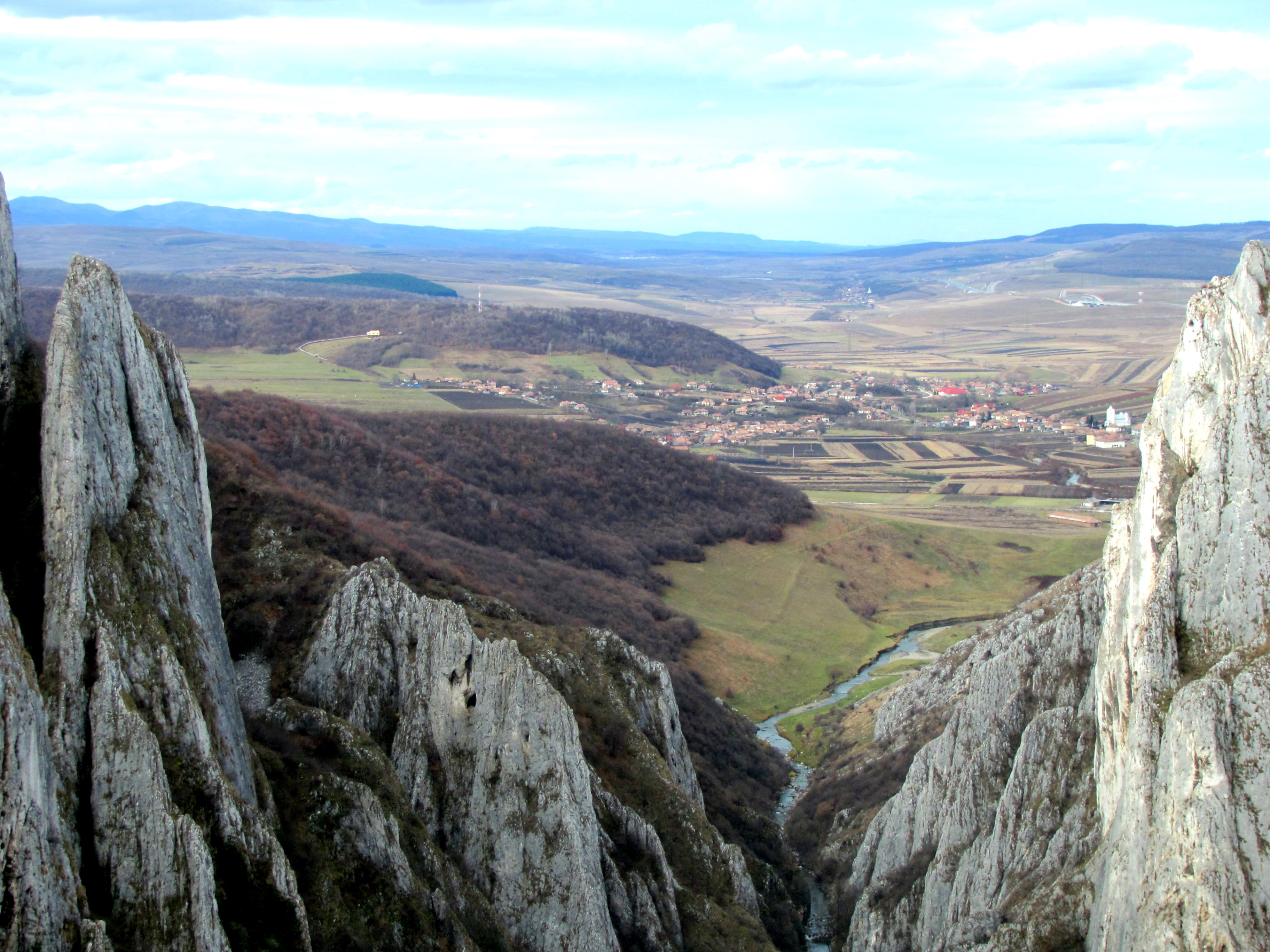
Râul Hășdate la intrarea în Cheile Turzii
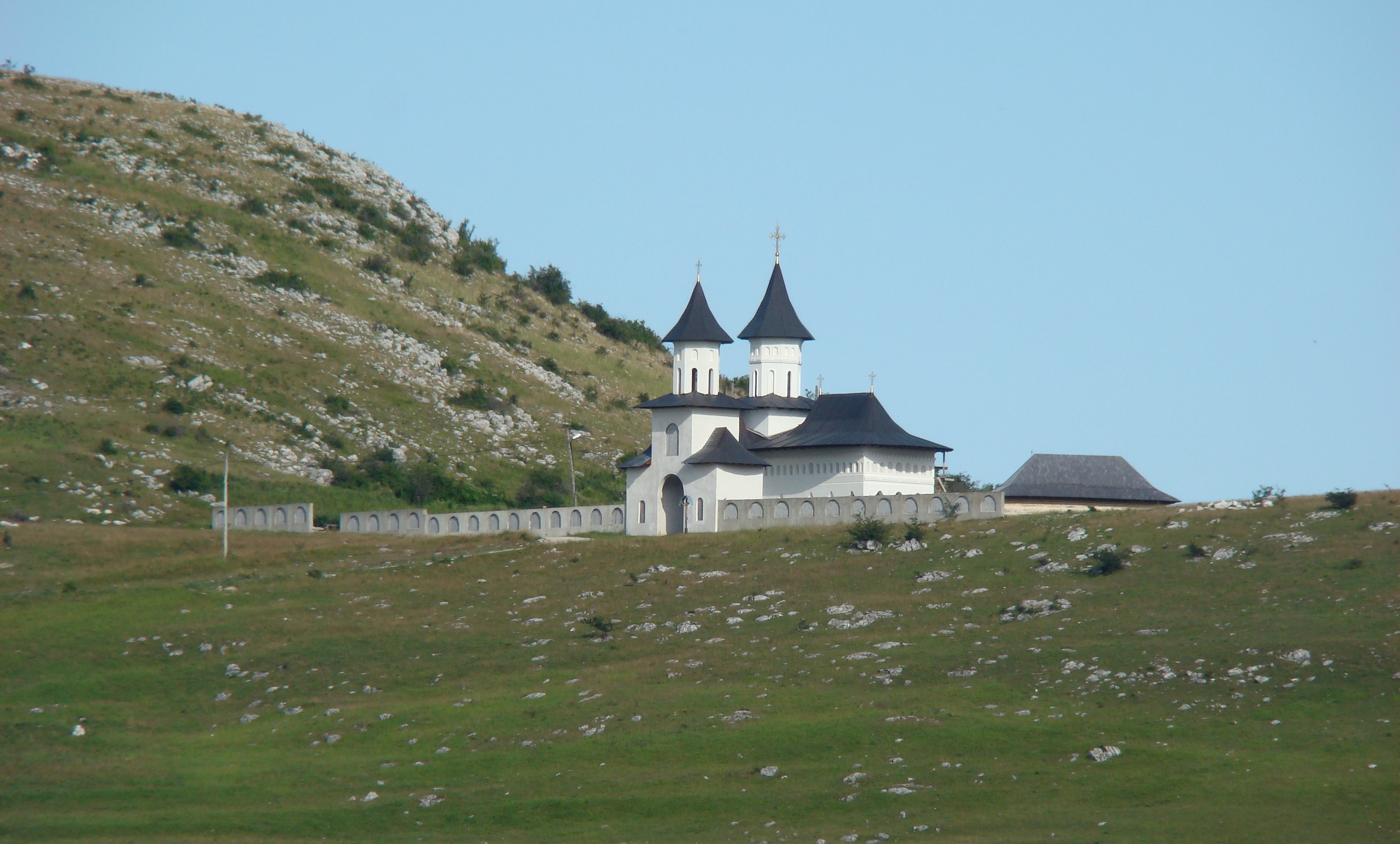
Mănăstirea Cheile Turzii
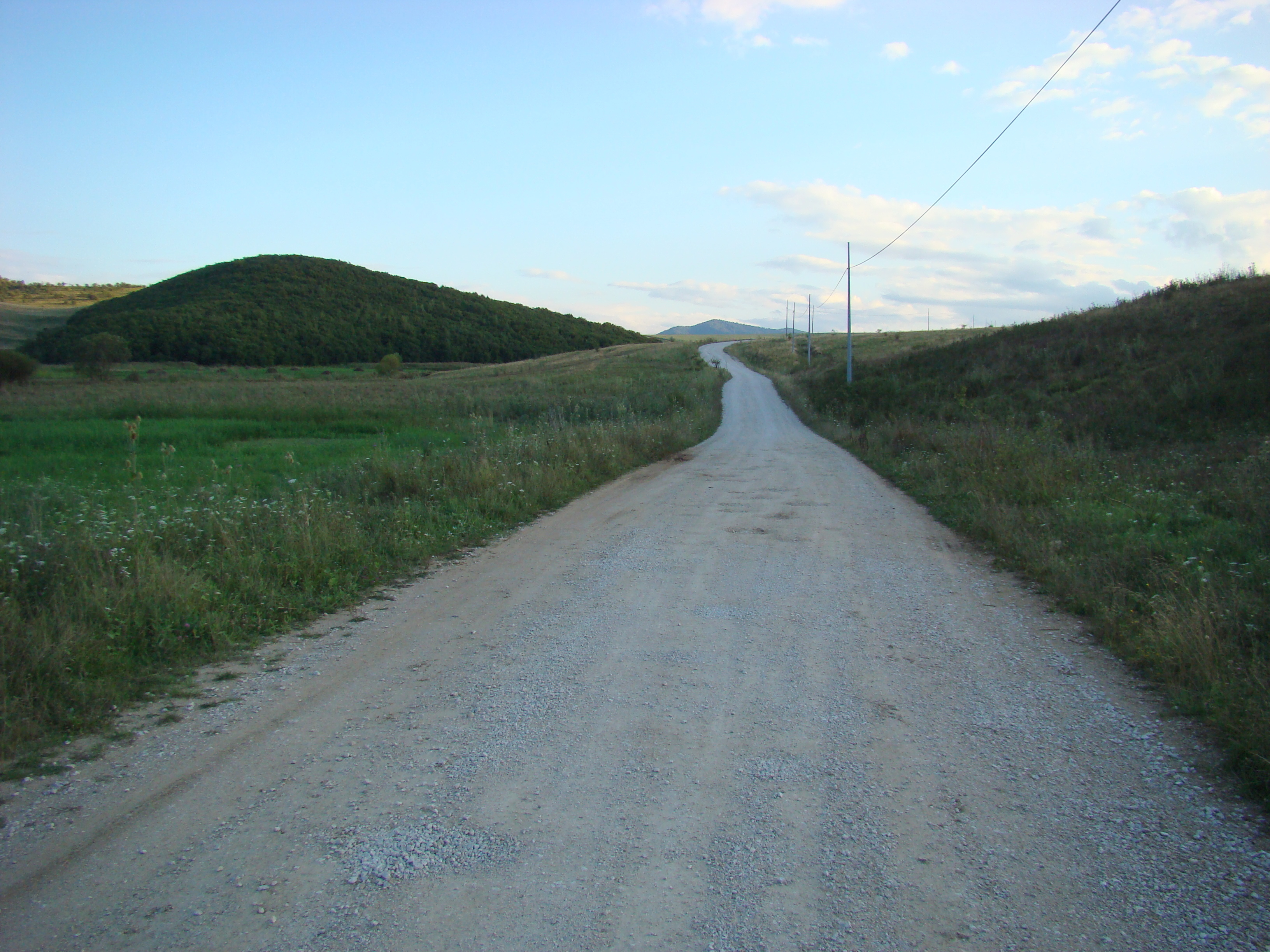
Drumul comunal Crăiești-Plaiuri
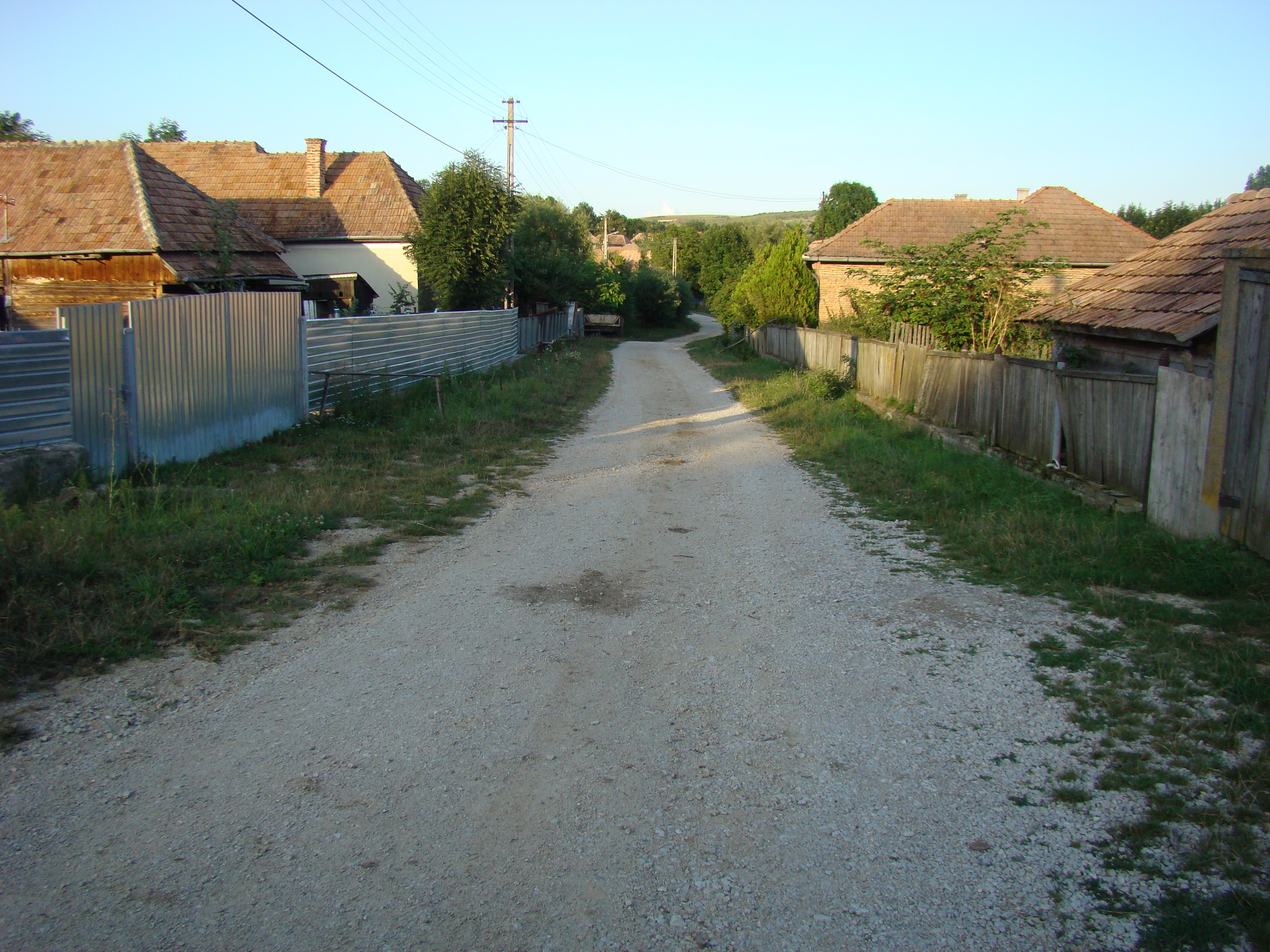
Plaiuri
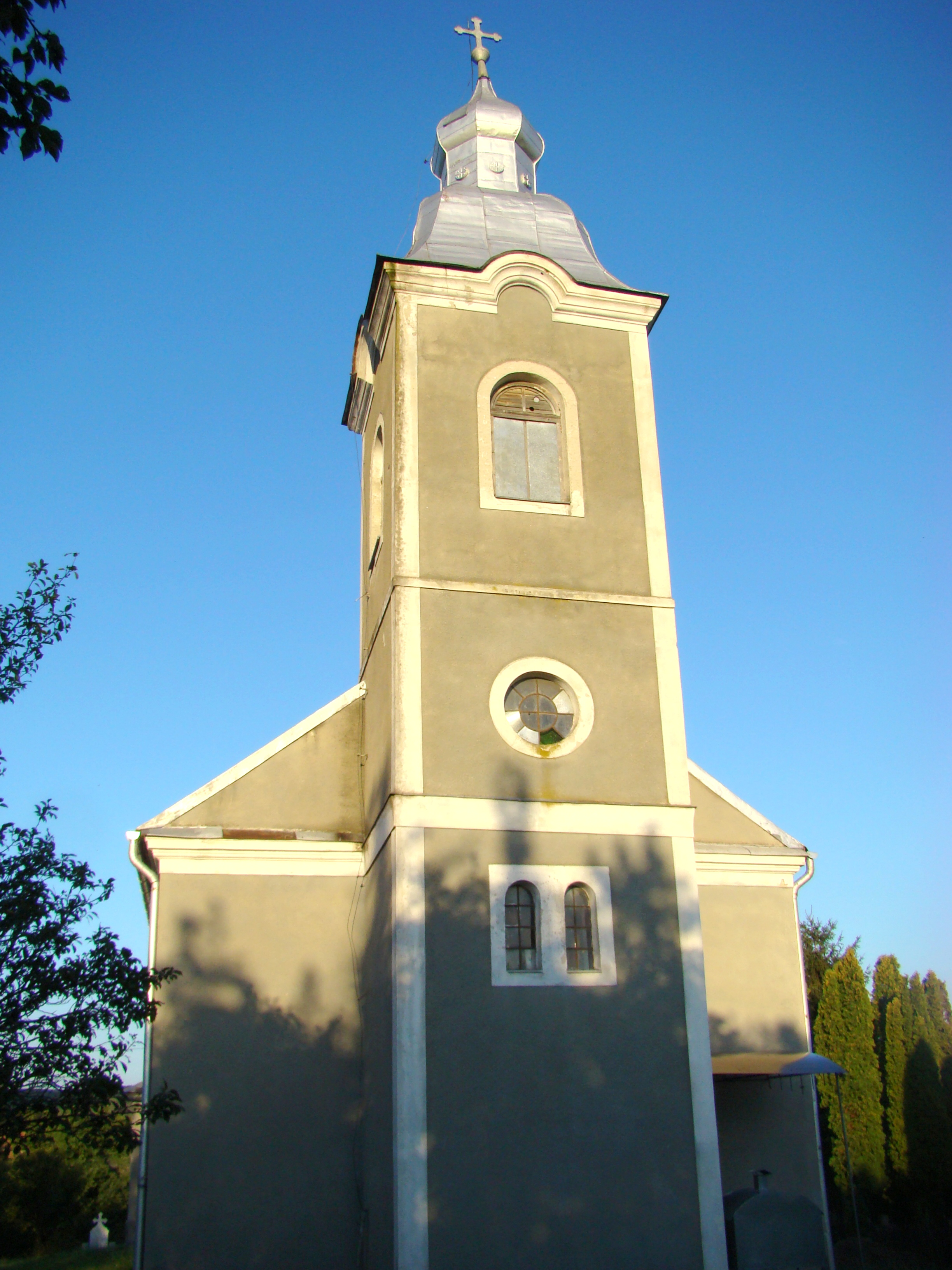
Biserica ortodoxă „Sfinții Arhangheli Mihail și Gavriil” din satul Plaiuri
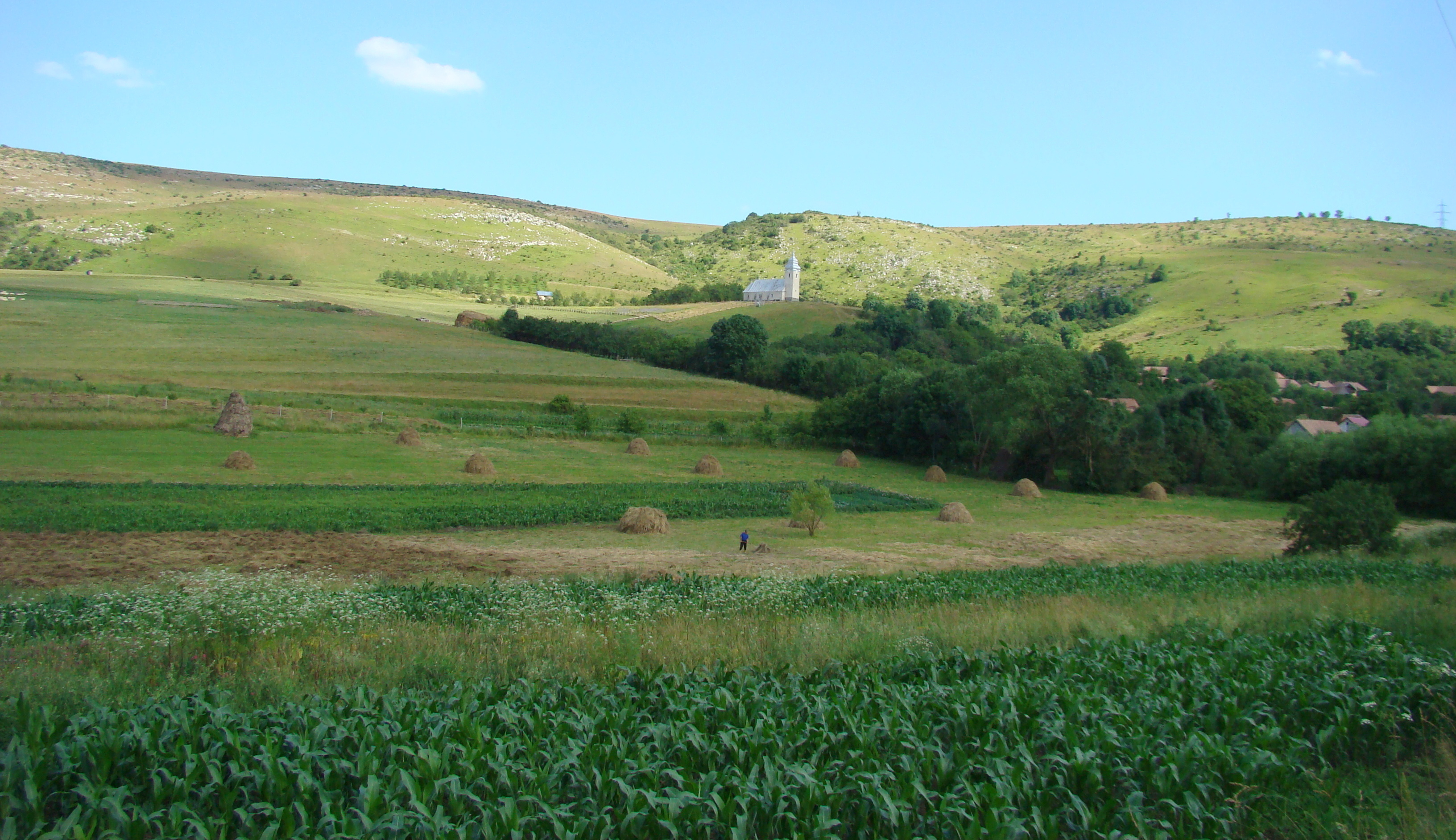
Satul Petreștii de Sus
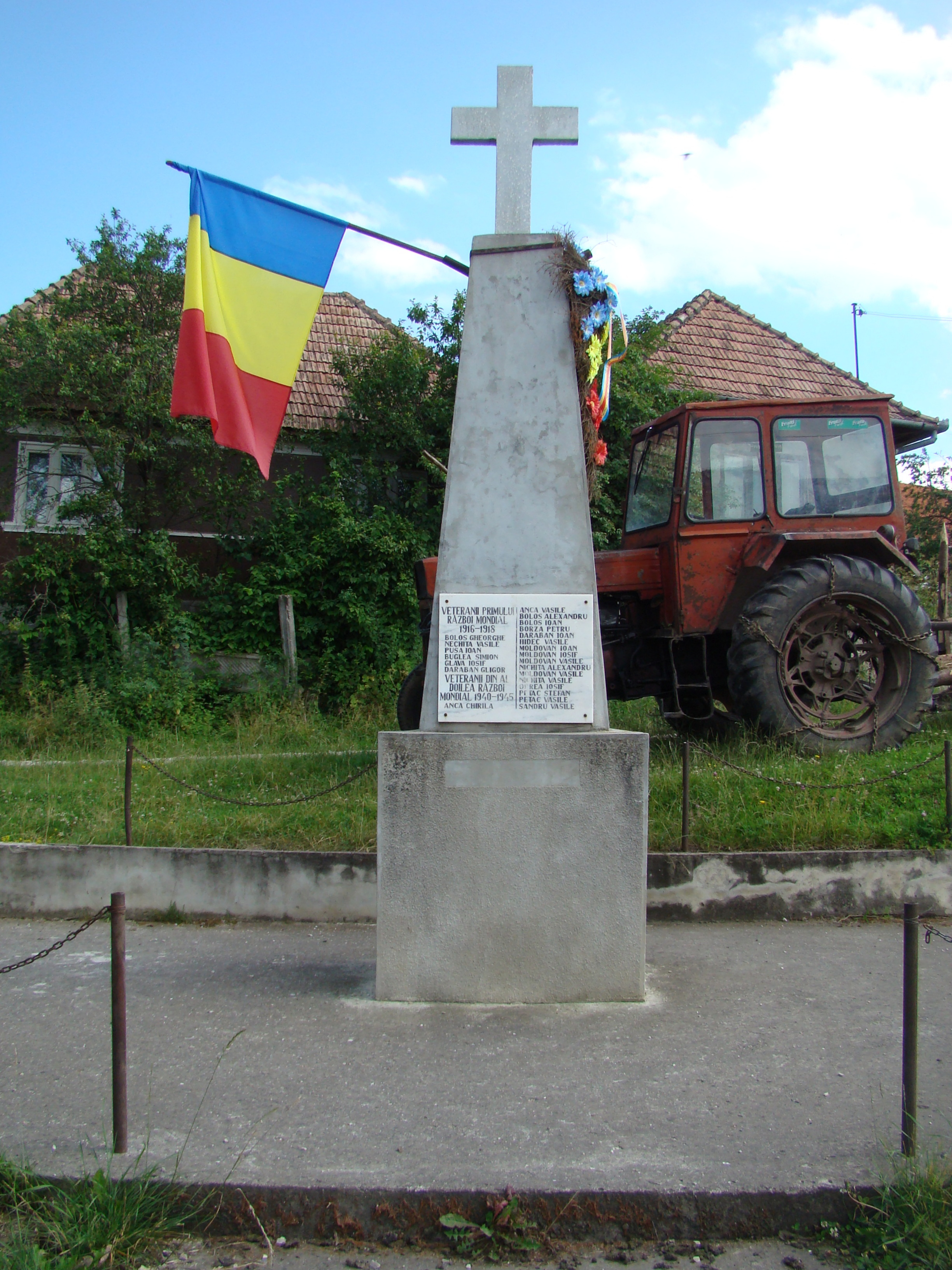
Monumentul eroilor din satul Petreștii de Sus
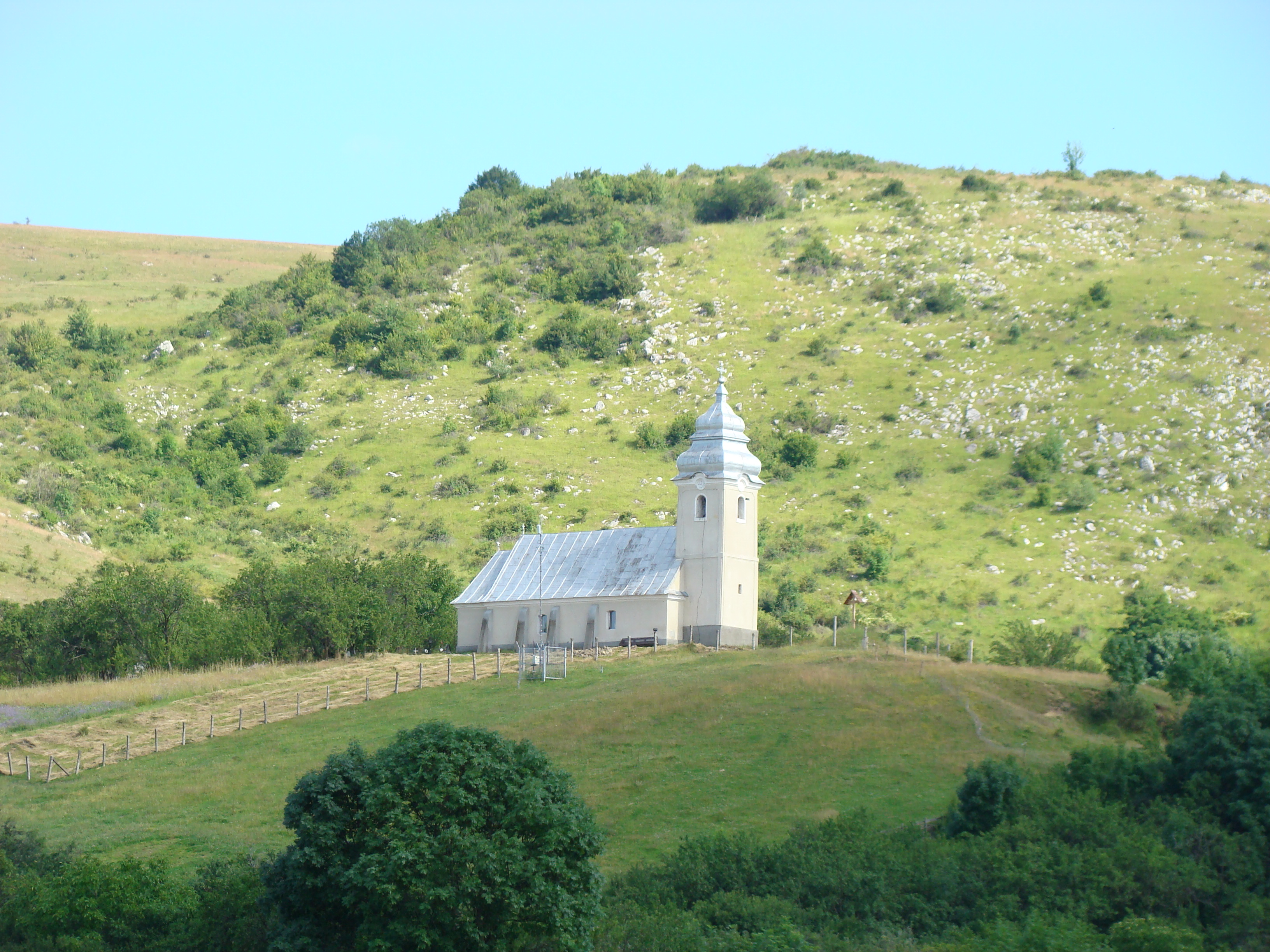
Biserica ortodoxă din Petreștii de Sus
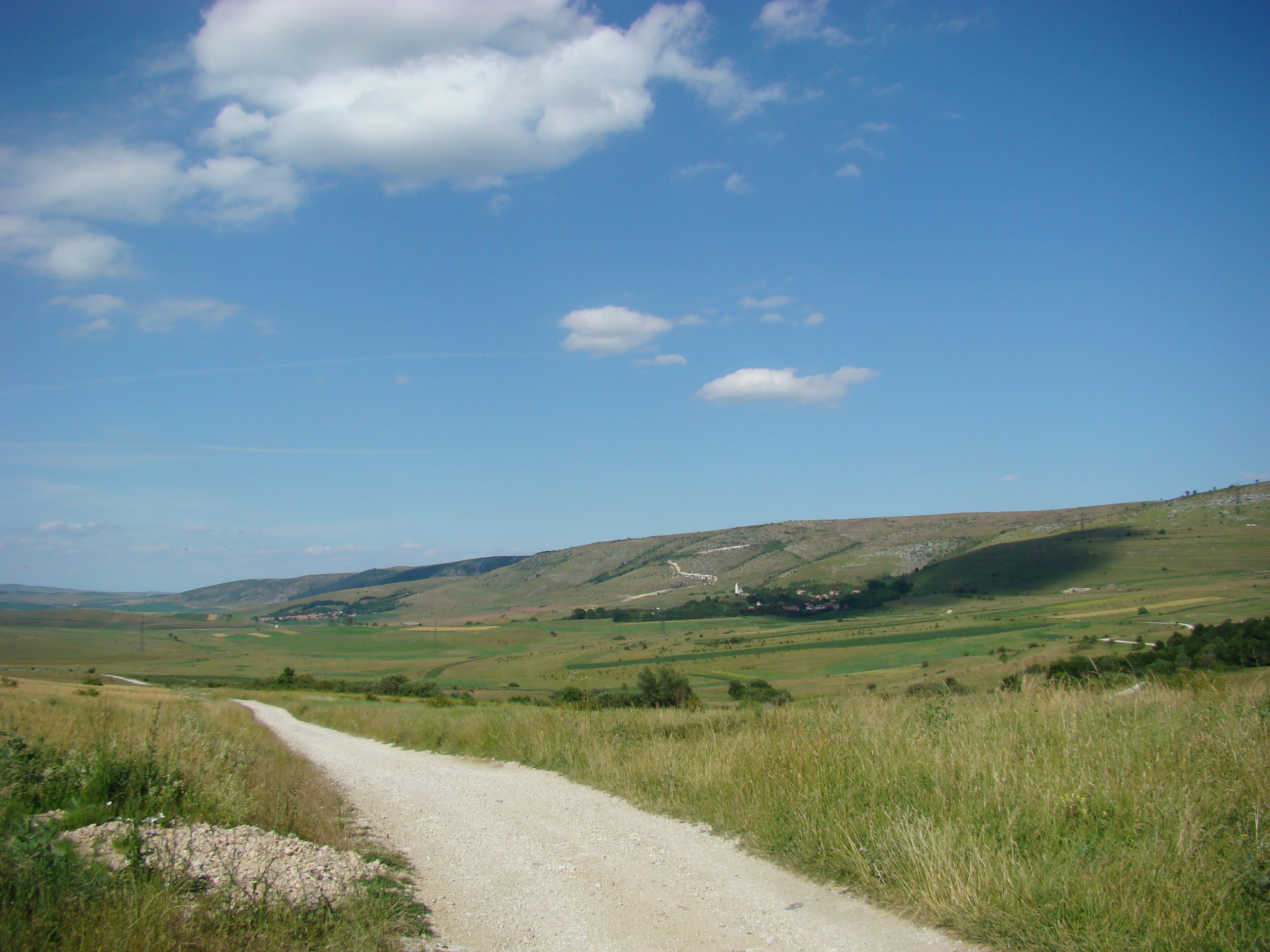
Drumul Petreștii de Sus-Borzești
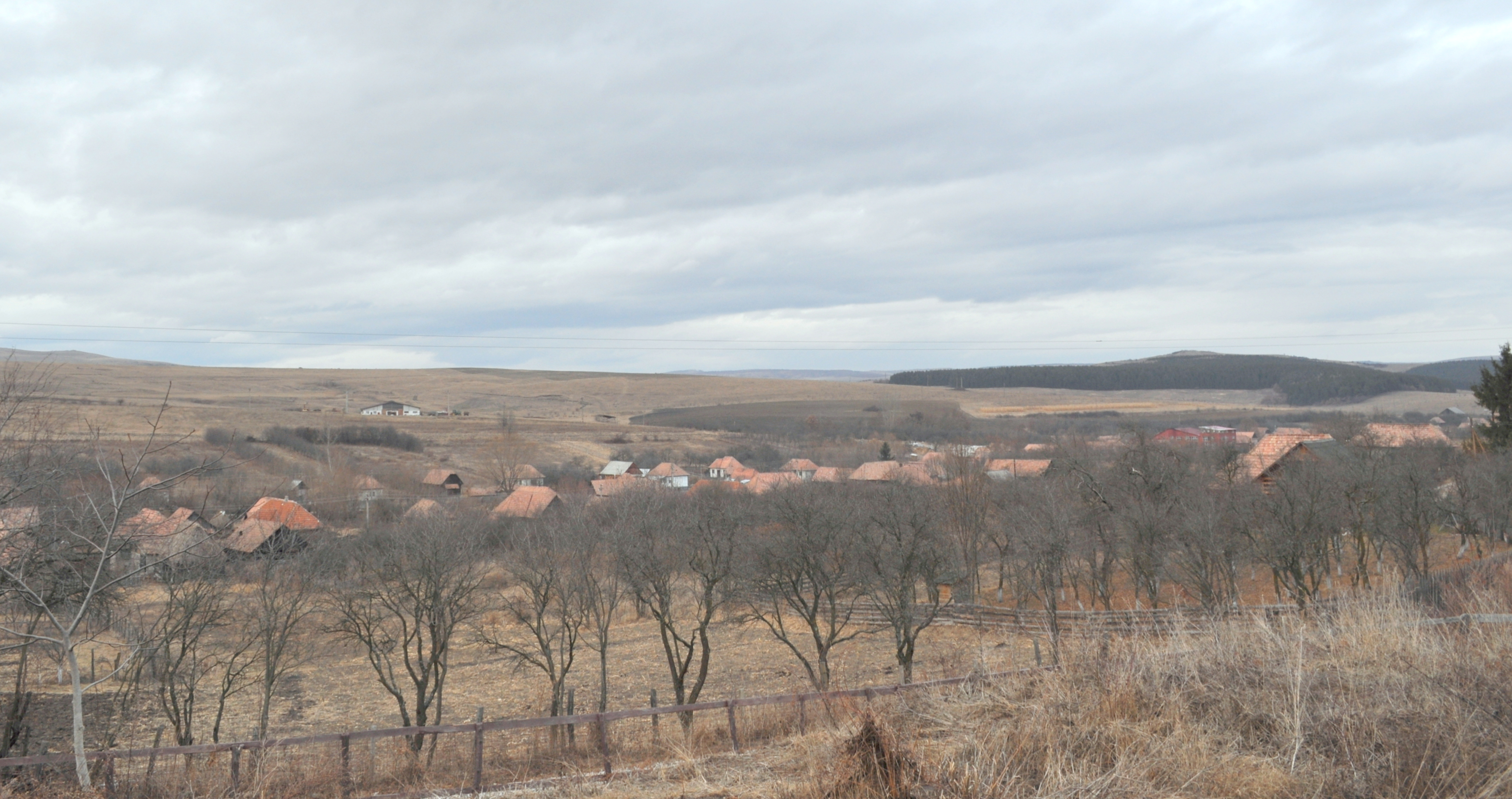
Livada
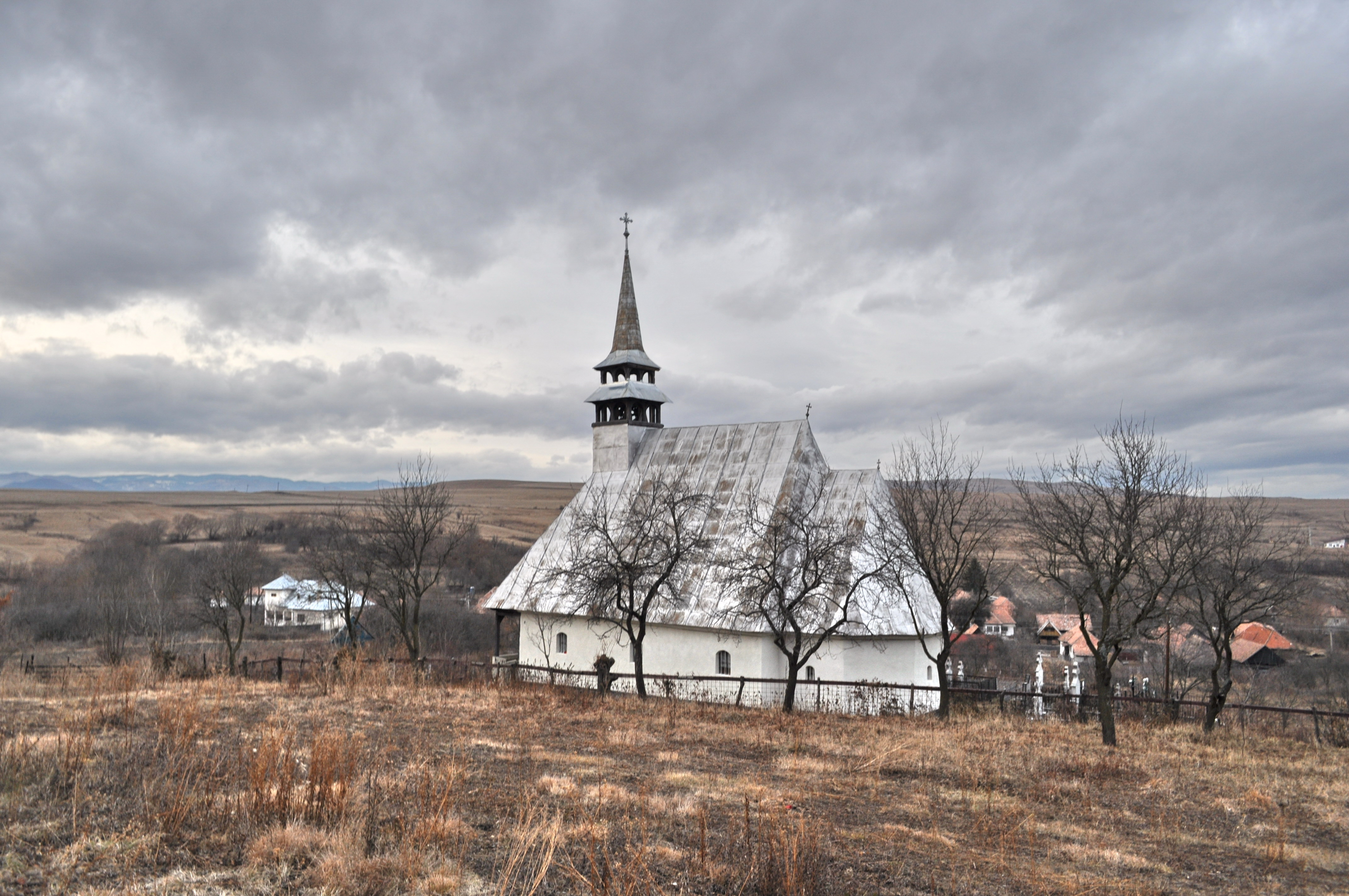
Biserica de lemn din satul Livada (monument istoric)
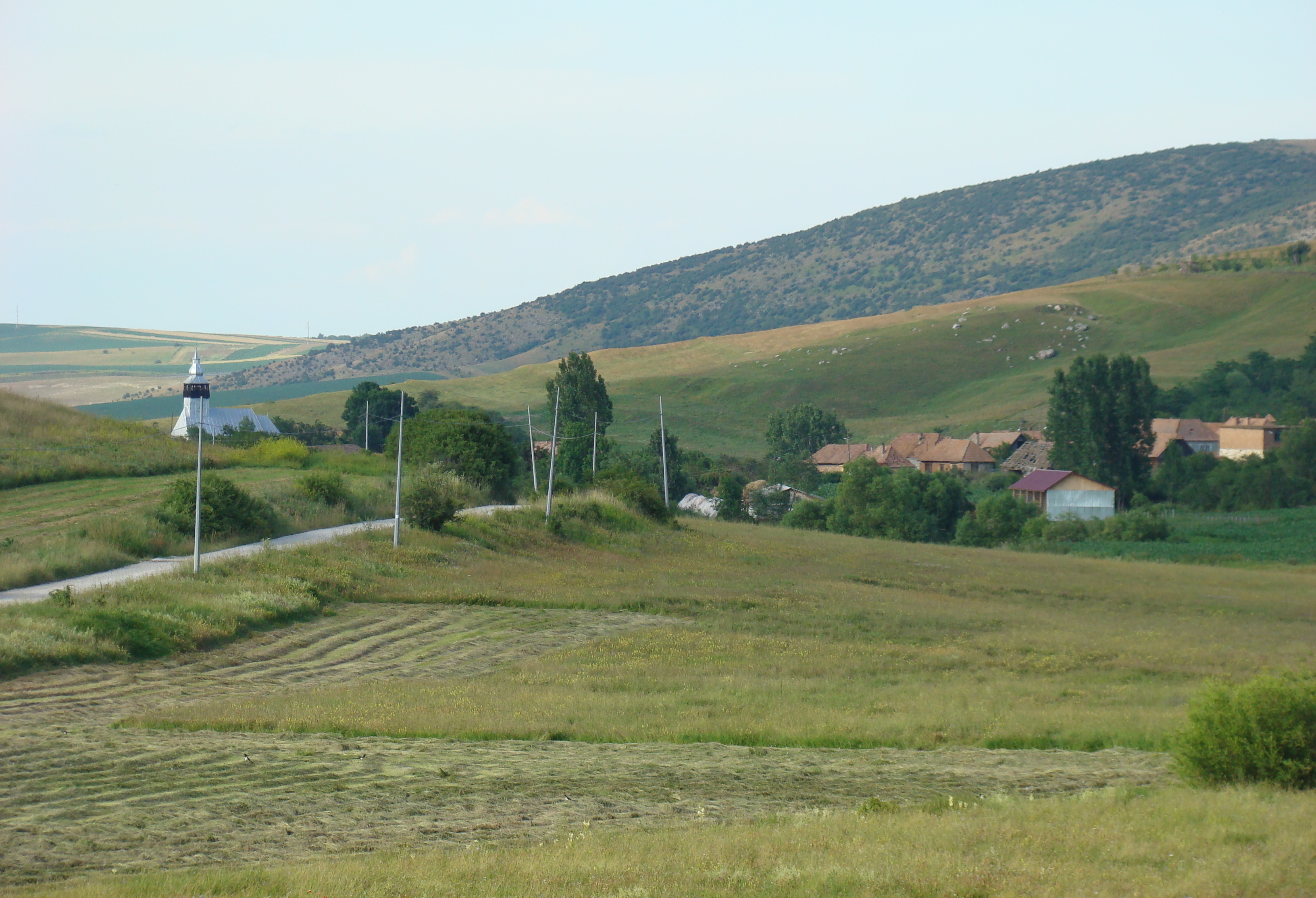
Petreștii de Mijloc
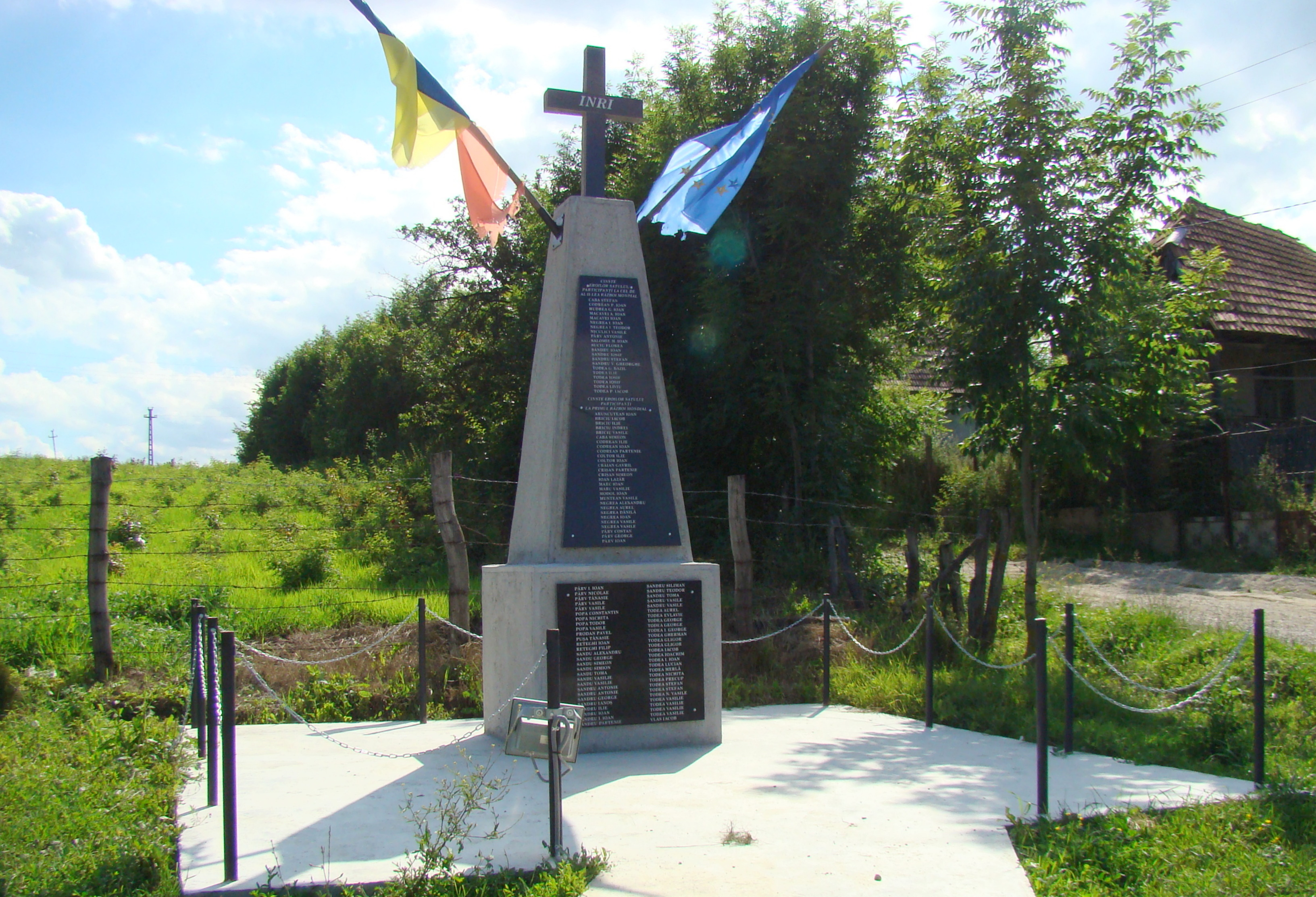
Monumentul Eroilor din Petreștii de Mijloc
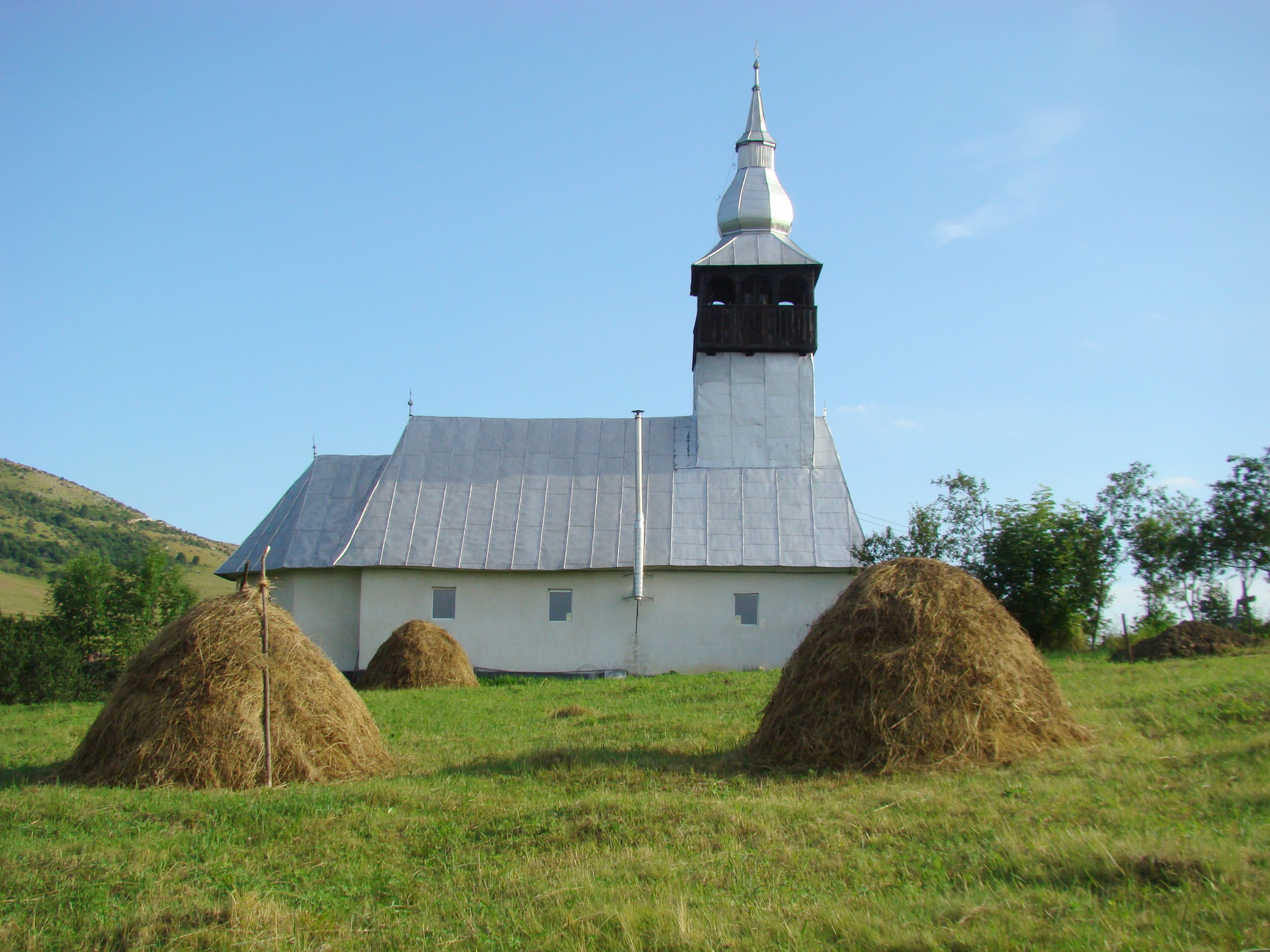
Biserica de lemn „Sfinții Arhangheli” din satul Petreștii de Mijloc
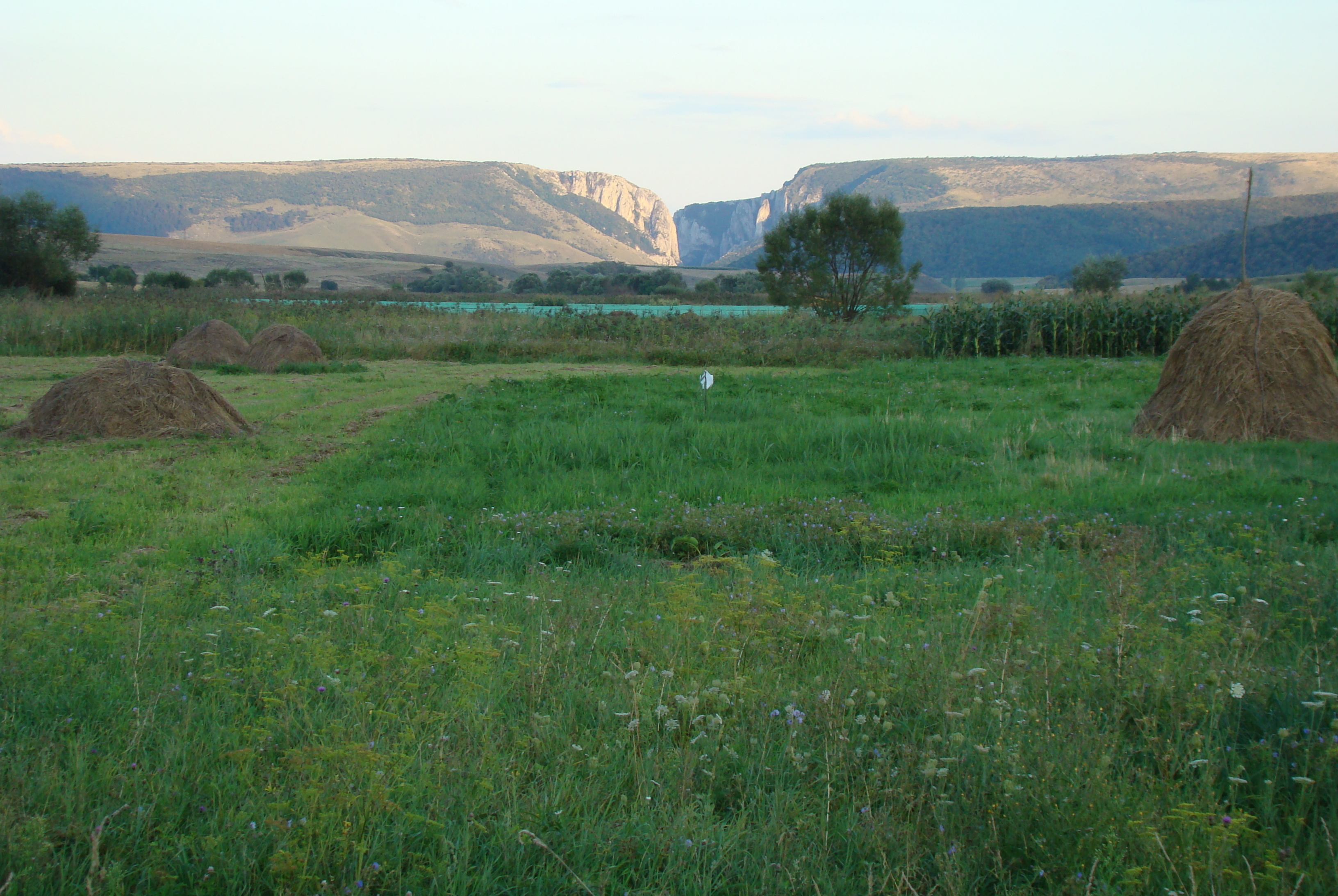
Crăiești
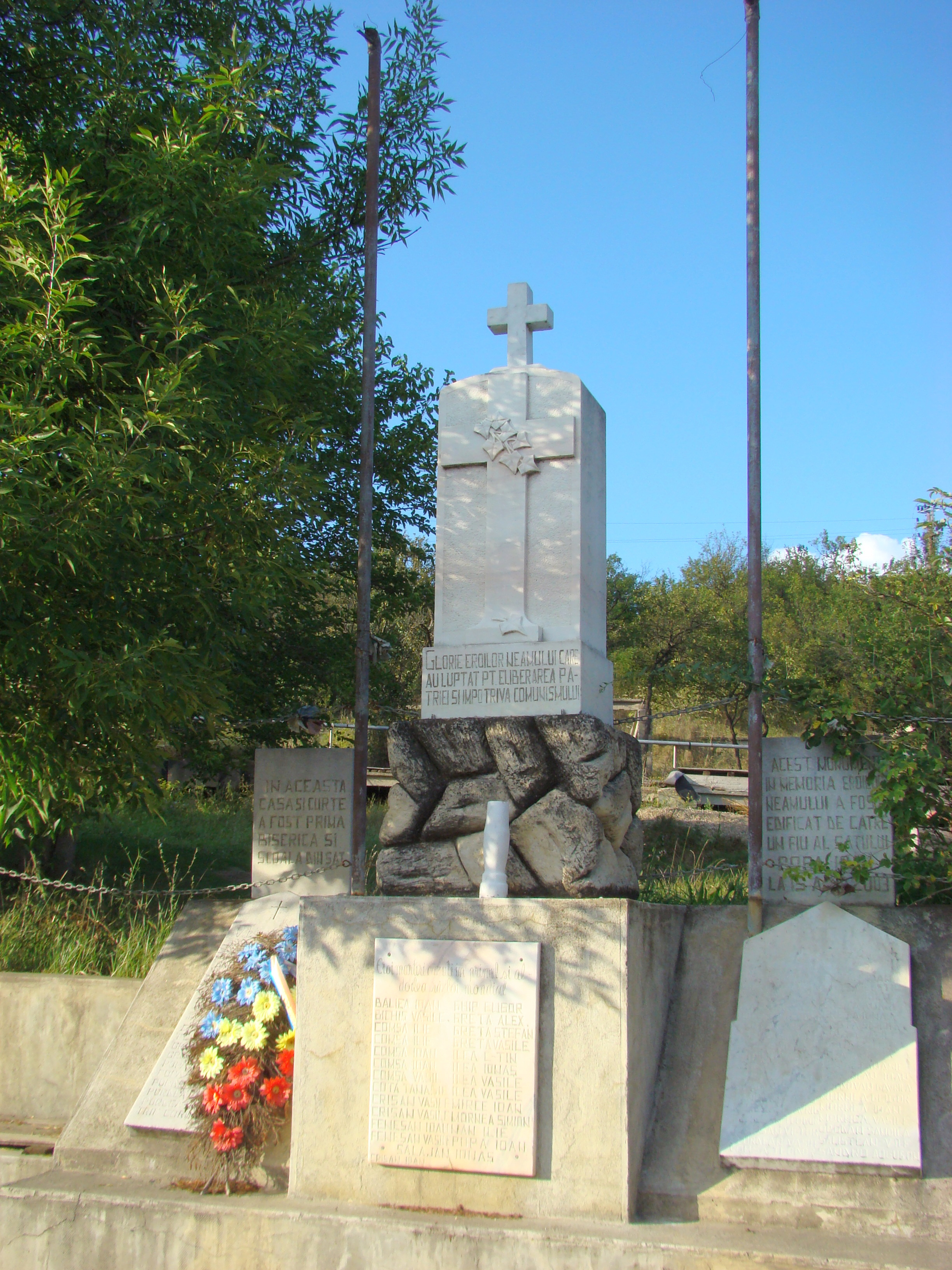
Monumentul Eroilor din Crăiești
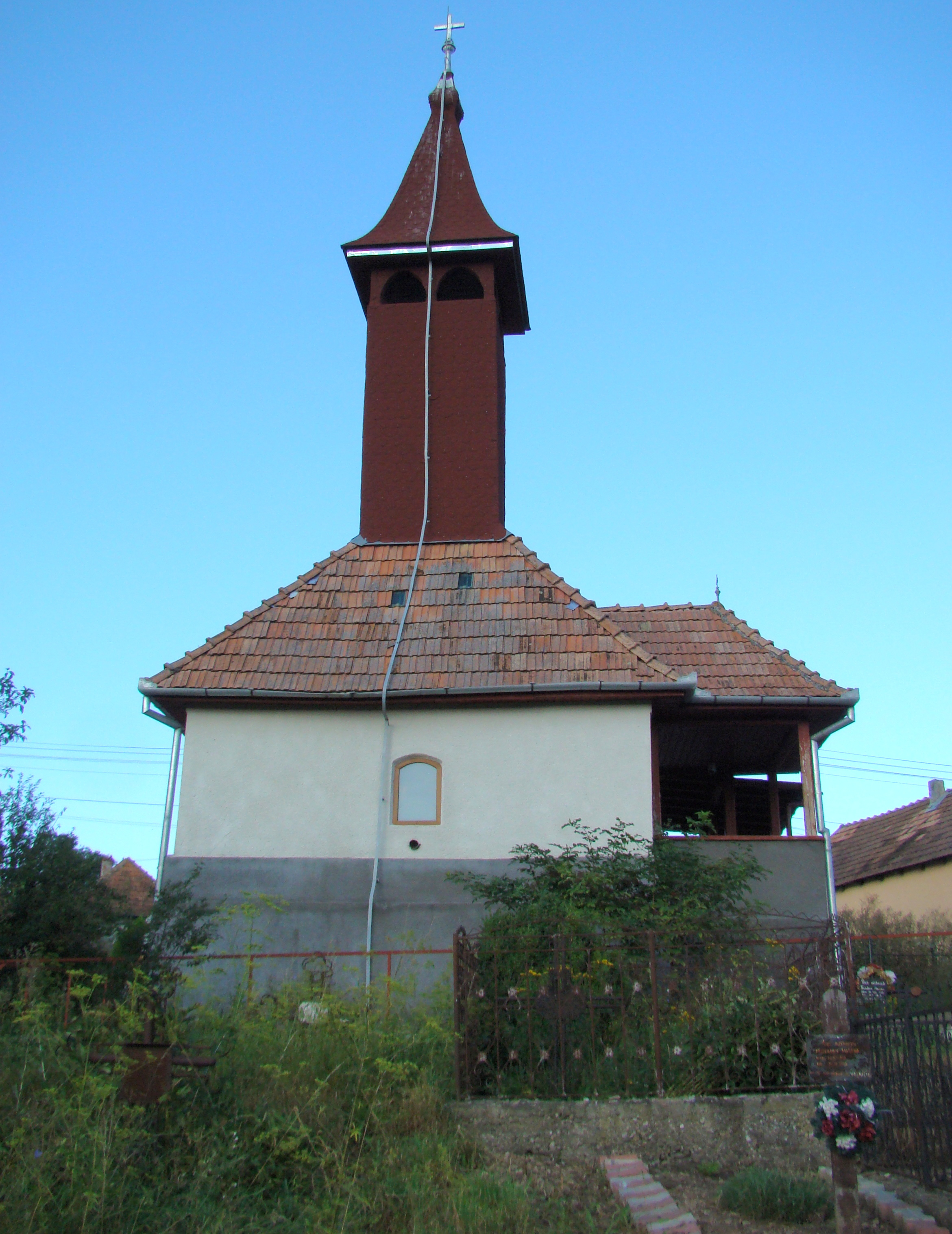
Biserica de lemn greco-catolică din satul Crăiești
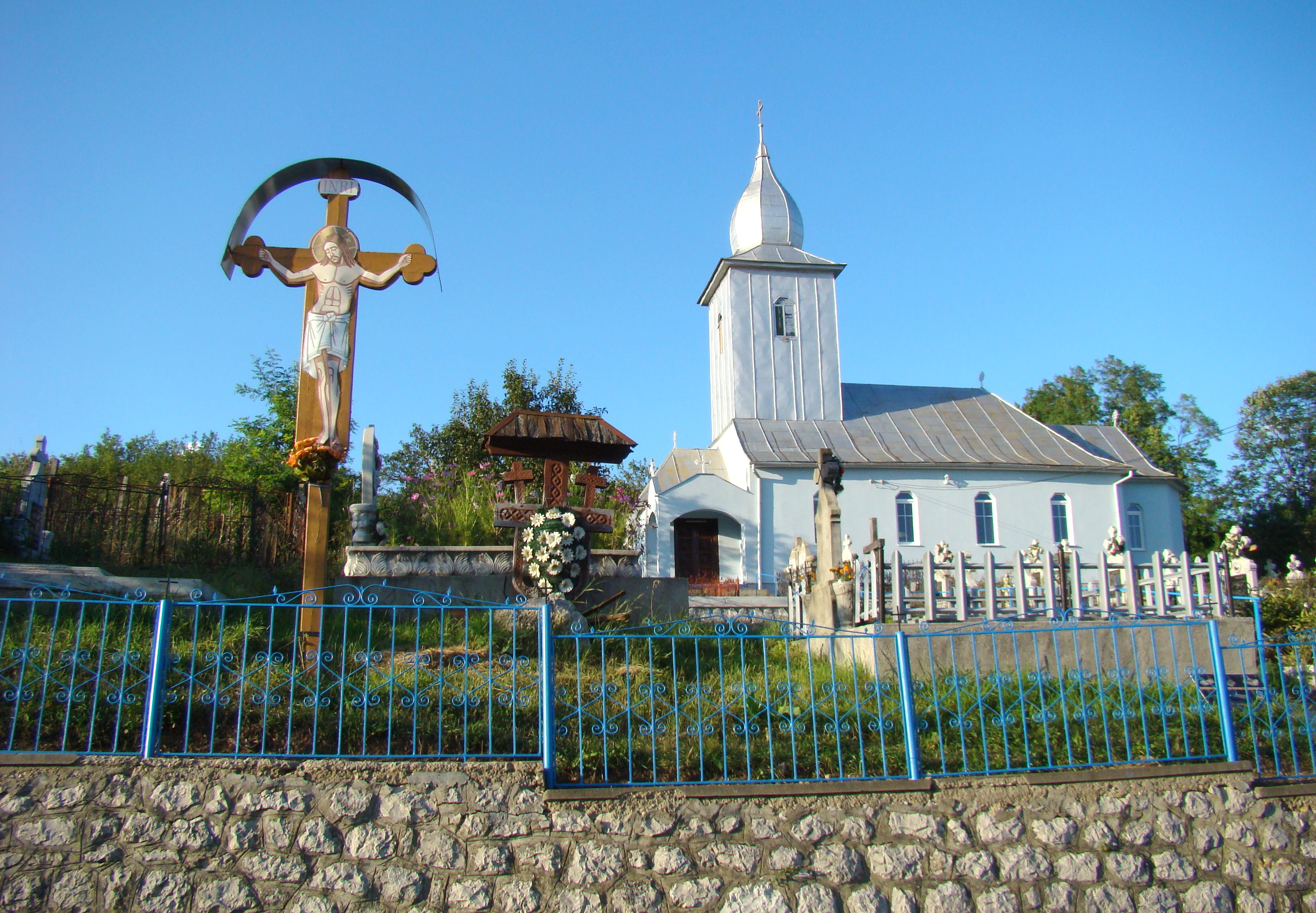
Biserica ortodoxă din satul Crăiești
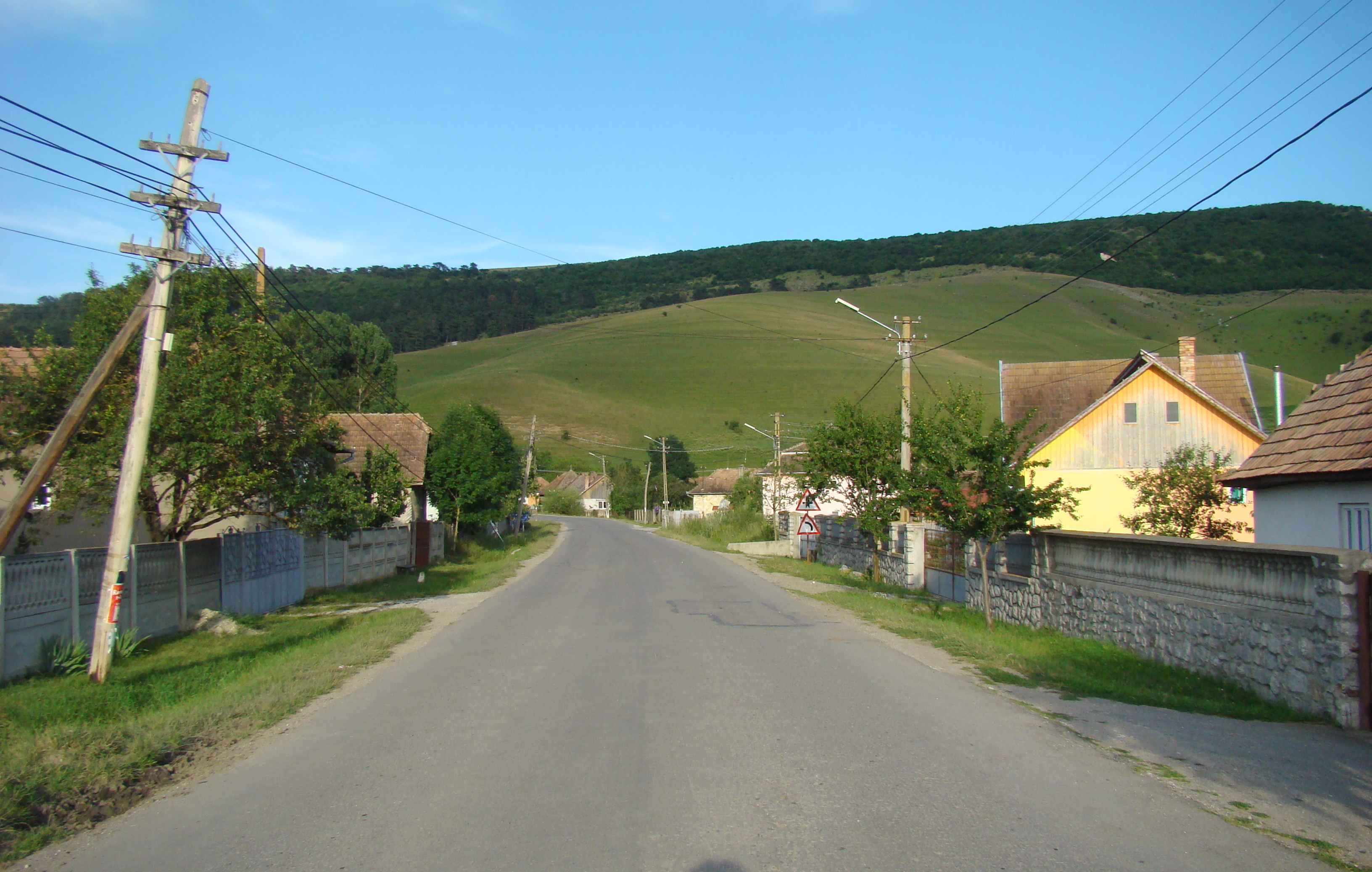
Satul Petreștii de Jos
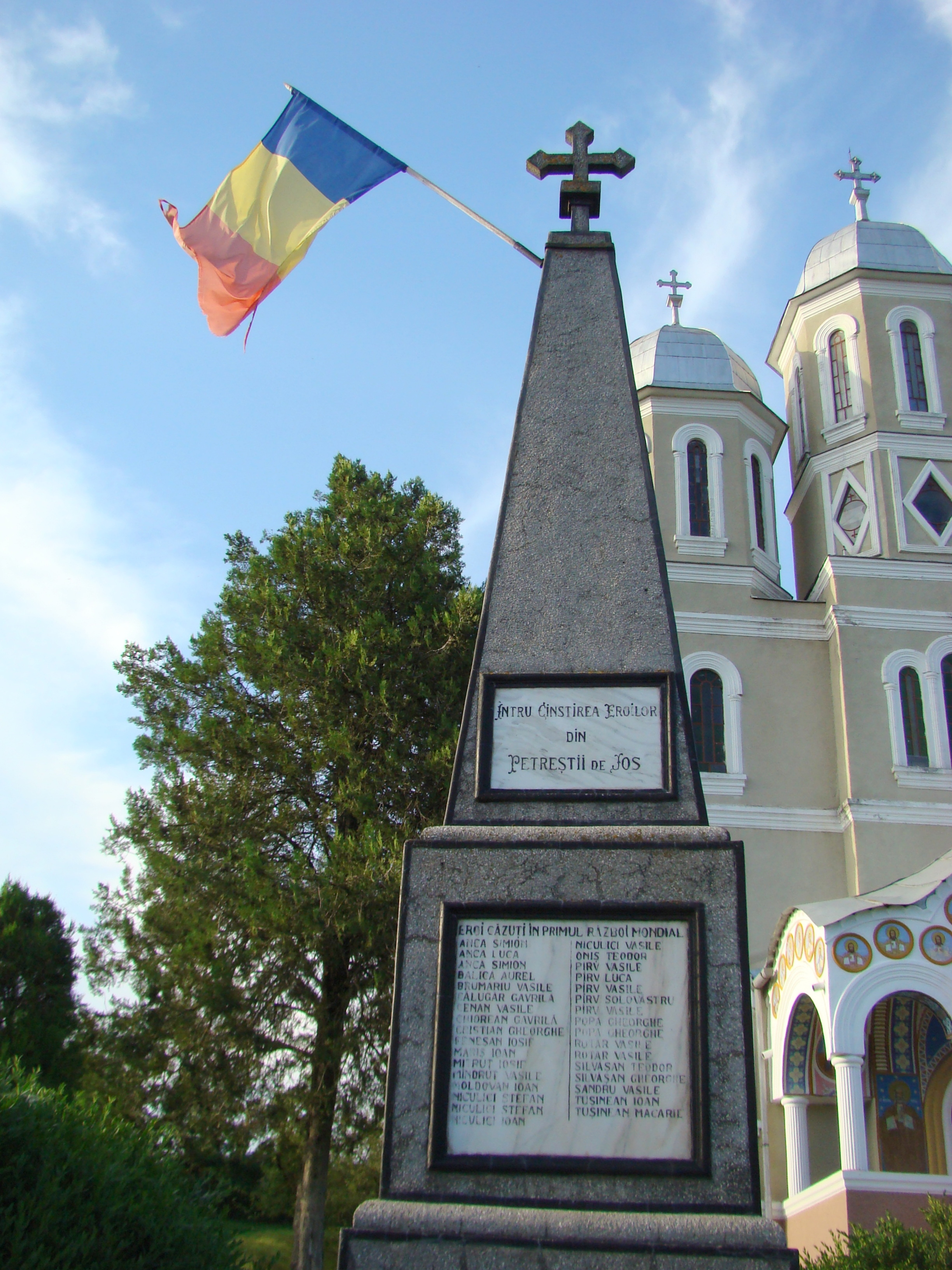
Monumentul Eroilor din satul Petreștii de Jos
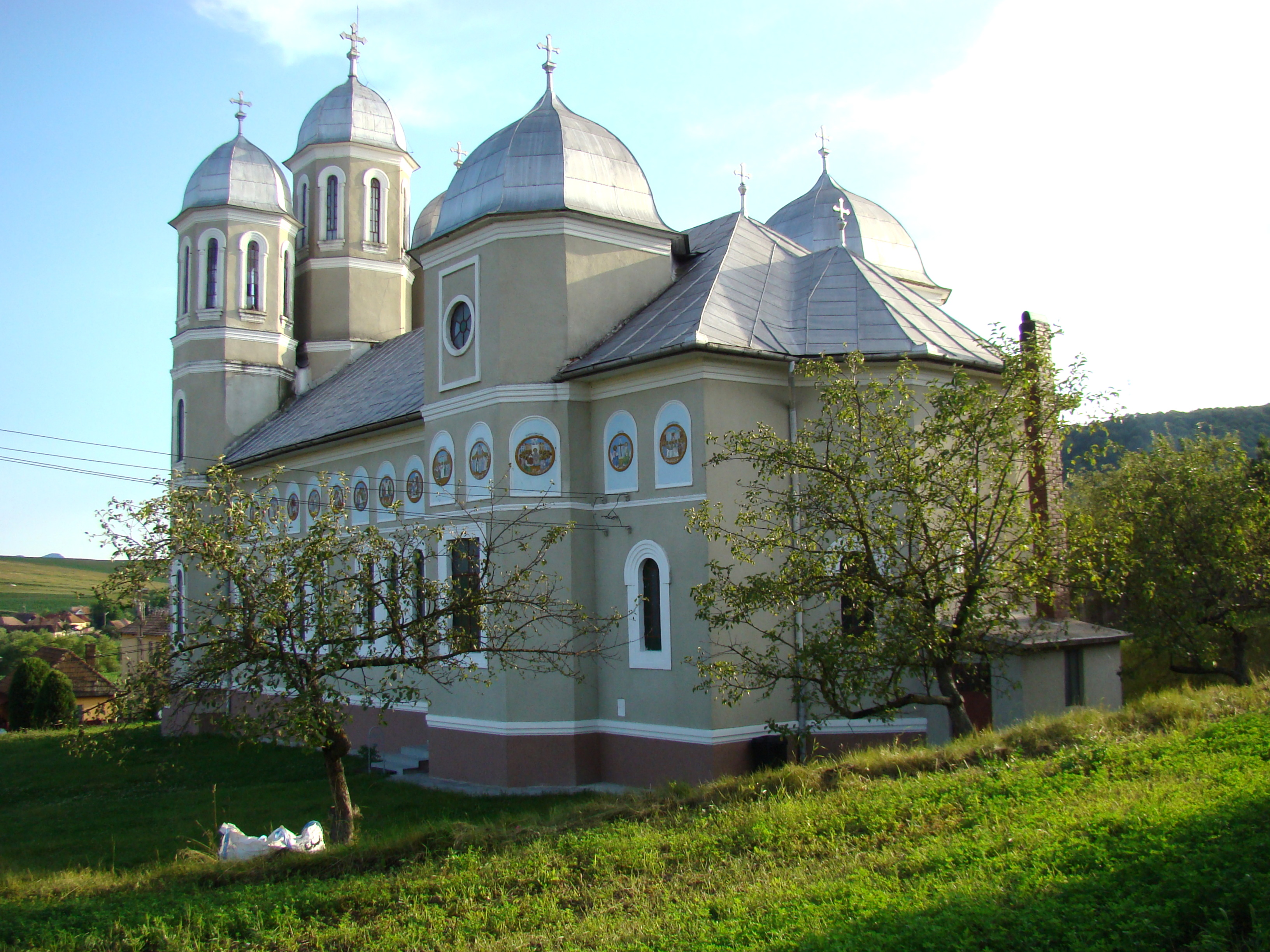
Biserica ortodoxă din Petreștii de Jos